# Adeline Dieudonné

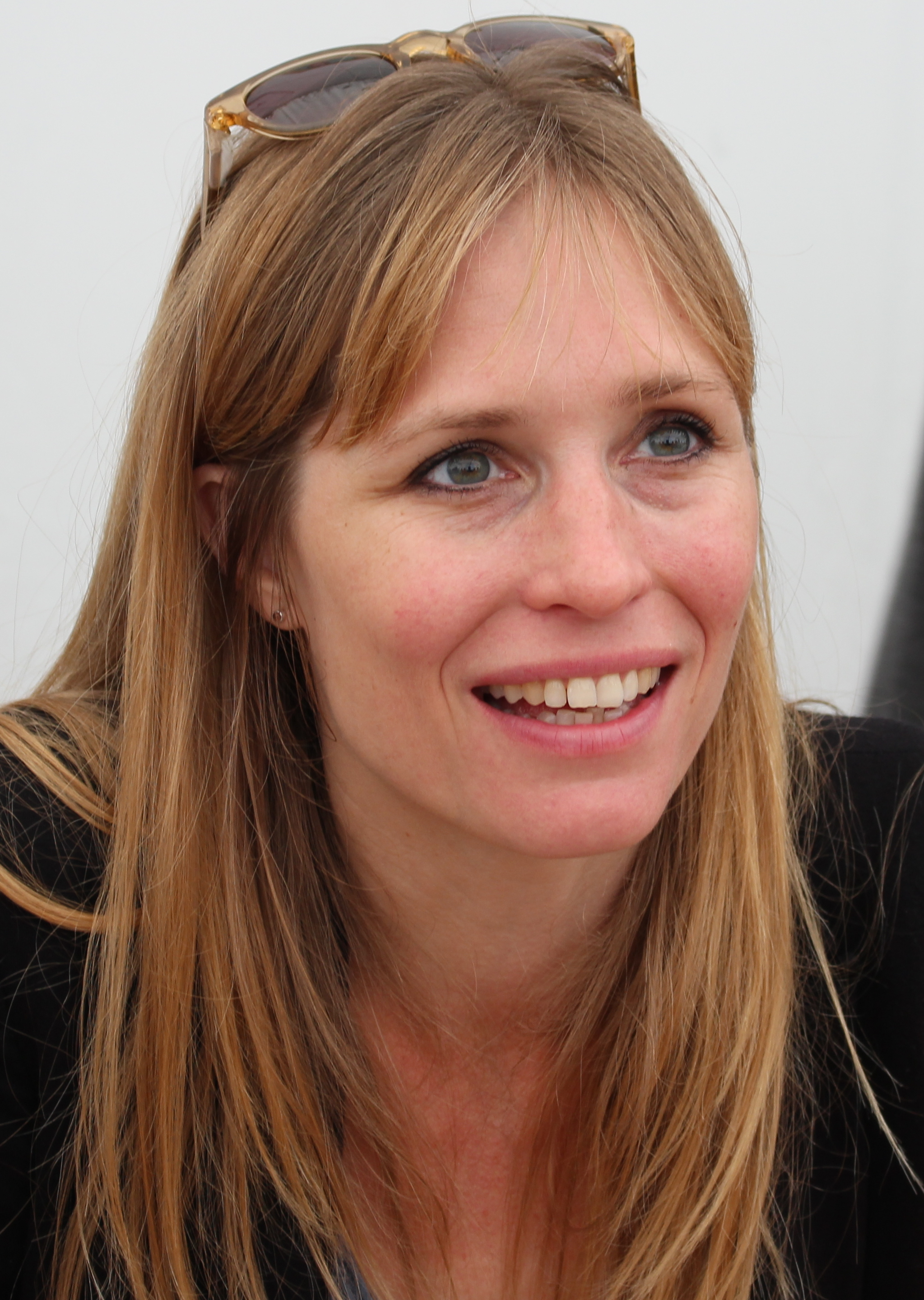
Adeline Dieudonné (2018)

Adeline Dieudonné (* 12. Oktober 1982 in der Stadt Brüssel) ist eine belgische Schriftstellerin, Dramatikerin und Schauspielerin.

## Leben
Adeline Dieudonné wurde in der Stadt Brüssel geboren, verbrachte ihre Kindheit jedoch auf dem Land, in der Provinz Wallonisch-Brabant, in der Nähe von Brüssel, umgeben von Tieren.
Zunächst studierte sie Schauspiel am Brüsseler Konservatorium. In Paris besuchte sie anschließend die Schauspielschule Cours Florent mit dem Schwerpunkt Improvisation. 2002 hatte Dieudonné in dem Fernsehfilm Un paradis pour deux ihren ersten Auftritt. Daneben arbeitete sie auch als Produktionsassistentin.
Im Jahr 2017 erschien Dieudonnés Ein-Personen-Drama Bonobo Moussaka, mit dem sie bereits zuvor durch Frankreich und Belgien getourt war. Anlässlich des Erscheinens der deutschen Übersetzung (2021) des Monologs hebt die FAZ das Changieren ihrer Sprache hervor, die „. . . zwischen einem Gestus, der an Stand-up-Comedy erinnert, . . .  auch poetische Bilder aufblitzen lässt“. Der Rezensent Boris Motzki vergleicht die Qualität mit Phoebe Waller-Bridges Solostück Fleabag (2013). Motzki wartet dringend auf eine Aufführung an einem deutschen Theater und auf weitere Theaterstücke „dieser modernen französischen Moralistin“. 
Dieudonnés Debüt als Schriftstellerin feierte sie mit dem Erzählungsband Amarula, der 2017 in ihrer Heimat mit einem Literaturpreis ausgezeichnet wurde. Große internationale Aufmerksamkeit erreichte sie dann seit 2018 mit ihrem Romandebüt La Vraie Vie, vielfach ausgezeichnet und in über zwanzig Sprachen übersetzt, mittlerweile ein internationaler Bestseller.
Dieudonné lebt mit ihren beiden Töchtern wieder in Brüssel.
Ihr Vater ist der Rennfahrer Pierre Dieudonné.

## Auszeichnungen
- 2017 Grand Prix du concours de la Fédération Wallonie-Bruxelles für Amarula[6]
- 2018 Prix Renaudot des lycéens des Prix Renaudot[7] für La Vraie Vie
- 2018 Prix du roman Fnac, Literaturpreis der internationalen Handelskette Fnac[8] für La Vraie Vie
- 2018 Prix Victor Rossel, Literaturpreis der belgischen Tageszeitung Le Soir[9] für La Vraie Vie
- 2018 Le Choix Goncourt de la Belgique, Literaturpreis belgischer Studentinnen und Studenten[10] für La Vraie Vie
- 2018 Choix Goncourt de l'Italie, Literaturpreis italienischer Studentinnen und Studenten[11] für La Vraie Vie
- 2018 Prix Première Plume[12] für La Vraie Vie
- 2018 Prix Filigranes[13] für La Vraie Vie
- 2019 Grand Prix des lectrices de Elle für La Vraie Vie[14]
- 2021 Manneken-Prix[15] für Kérozène
- 2022 L’Albo d’oro del Premio Letterario Giuseppe Acerbi[16] für La Vraie Vie

## Veröffentlichungen (Auswahl)
- Amarula, Erzählung (2017)
- Bonobo Moussaka, Solotheaterstück (2018), deutsche Übersetzung: dtv München 2021, ISBN 978-3-423-43912-1
- La vraie vie, Roman (2018), deutsche Übersetzung Das wirkliche Leben, dtv München 2020, ISBN 978-3-423-43690-8
- Kérozène, Roman (2021), deutsche Übersetzung: 23 Uhr 12 – Menschen in einer Nacht. Ein Roman in zwölf Geschichten, dtv München 2022, ISBN 978-3-423-29022-7
- Reste, Roman (2023), deutsche Übersetzung: Bleib, dtv München 2024, ISBN 978-3-423-44414-9

## Filmografie
- 2002: Un paradis pour deux (Fernsehfilm)
- 2008: Françoise Dolto, le désir de vivre (Fernsehfilm)
- 2018: Die purpurnen Flüsse (The Crimson Rivers, Fernsehserie, 2 Folgen)